# (962) Aslög
(962) Aslög est un astéroïde de la ceinture principale découvert le 25 octobre 1921 par l'astronome allemand Karl Reinmuth.
Sa désignation provisoire était 1921 KP.
Sa distance minimale d'intersection de l'orbite terrestre est de 1,610749 ua.